# Glider (simbol)

Glider (planorul), emblema hackerilor

Glider (în traducere din limba engleză: planor), reprezintă "simbolul hacker". Emblema hackerilor este dată de formarea unui planor în Jocul Vieții (Game of Life), un automat celular inventat de John Horton Conway în anul 1970.  

Imaginea cu cele cinci puncte în nouă pătrate poartă numele de glider (planor). Acesta este unul dintre obiectele care apar frecvent în joc, iar rata de apariție este de aproximativ 1/3 din bloc.
Glider este un model din jocul Game of Life. În această simulare matematică, reguli foarte simple despre comportamentul punctelor pe o rețea generează fenomene emergente complexe. Această simulare permite punctelor în funcție de comportamentul lor să producă figuri într-un mod secvențial.
Emblema a fost propusă pentru prima oară în anul 2003 de către programatorul Eric S. Raymond, pentru a oferi un simbol care să diferențieze cultura hackerilor din jurul unor proiecte precum BSD, MIT, GNU/Linux, Perl precum și a comunității software liber și open source.
Raymond a afirmat că prin utilizarea acestui simbol, vă exprimați acordul cu obiectivele hackerilor, valoarea acestora, precum și modul lor de viață.

## Versiune ASCII
În plus față de versiunea grafică, există o versiune în ASCII.
```
 . o .    |_|0|_|    [ ][*][ ]    [ ][0][ ]    1 0 1    A O A
 . . o    |_|_|0|    [ ][ ][*]    [ ][ ][0]    1 1 0    A A O
 o o o    |0|0|0|    [*][*][*]    [0][0][0]    0 0 0    O O O

  @        .      #  @  #    o ø o    ° • °    o * o    H O H
    @        .    #  #  @    o o ø    ° ° •    o o *    H H O
@ @ @    . . .    @  @  @    ø ø ø    • • •    * * *    O O O
```